# Club de Deportes Ovalle
Il Club de Deportes Ovalle è una società calcistica cilena, con sede a Ovalle.
Milita nella Campeonato Nacional de Tercera División del Fútbol Profesional Chileno.

## Storia
Fondato nel 1963, non ha mai vinto trofei nazionali.

## Palmarès

### Altri piazzamenti
- Copa Chile:

Finalista: 2008-2009